# Curtomerus fasciatus
Curtomerus fasciatus là một loài bọ cánh cứng trong họ Cerambycidae.